# Hải âu cổ rụt sừng
Hải âu cổ rụt sừng, tên khoa học Fratercula corniculata, là một loài chim trong họ Alcidae. Loài chim này bề ngoài tương tự như hải âu mỏ sáng Đại Tây Dương, mỏ của nó màu vàng chân mỏ màu đỏ ở đầu mỏ. Nó là một loài chim biển sống gần biển ăn chủ yếu bằng cách lặn bắt cá. Nó làm tổ ở thành đàn thường với các loài hải âu khác.
Các tấm mỏ màu vàng phát triển trước khi mùa sinh sản và lột ra sau đó. Chúng một "sừng" thị nhỏ màu đen ở trên mắt. Chúng có một khuôn mặt trắng với một đường đen tối kéo dài từ phía sau của mắt và bàn chân màu xanh.
Loài chim này sinh sản trong các hốc đá trên các đảo đá ngoài khơi Alaska, Xibia, British Columbia. Nó trú đông xa ngoài khơi. Khu vực ăn thường nằm khá xa ra nước ngoài từ các tổ. Mỗi tổ thường có một chim non và cả chim bố lẫn chim mẹ đều nuôi chim non. Chúng ăn mực và động vật giáp xác.
Dân số của những con chim đã giảm do sự nhập nội của chuột lên một số đảo mà chúng sử dụng để làm tổ.